# Ichneumon coelestis
Ichneumon coelestis là một loài tò vò trong họ Ichneumonidae.